# ソウルボーイへの伝言
『ベリー・ベスト・オブ・佐野元春「ソウルボーイへの伝言」』（ベリー・ベスト・オブ・さのもとはる ソウルボーイへのでんごん）は、佐野元春のベスト・アルバムである。2010年9月29日発売。発売元はソニー・ミュージックダイレクト。

## 概要
デビュー30周年記念ベストアルバム。佐野による選曲で全曲リマスタリング音源。エピック時代の音源だけでなく、近作のDaisy Musicからも含まれている。既出分と比較して異なる楽曲として「君の魂 大事な魂」はシングル・ヴァージョンではなく、「THE SUN」からのテイク。「欲望」は「THE CIRCLE」収録テイクを40秒短縮。「約束の橋」は、1992年発売テイクである。Blu-spec CD仕様。初回仕様限定は、「ハートランドからの手紙」（書簡）付スペシャルパッケージで特製ケース仕様。

## 収録曲
1. アンジェリーナ ('99 mix version)[4:01]
2. ガラスのジェネレーション (Additional recorded version)[3:34]
3. サムデイ (Original version)[5:20]
4. ダウンタウンボーイ ('99 mix version)[3:52]
5. 情けない週末 (Original version)[4:57]
6. ヤングブラッズ ('99 mix version)[3:40]
7. 99ブルース (Original version)[4:24]
8. クリスマス・タイム・イン・ブルー-聖なる夜に口笛吹いて (Original version)[4:22]
9. 約束の橋 (Single version)[4:17]
10. ぼくは大人になった (Original version)[3:46]
11. レインボー・イン・マイ・ソウル ('99 mix and edit version)[4:46]
12. 欲望 (Original Edited version)[5:55]
13. すべてうまくはいかなくても ('99 mix version)[3:33]
14. ヤング・フォーエバー (Original version)[4:27]
15. 君の魂 大事な魂 (Original version)[5:03]
16. 君が気高い孤独なら (Original version)[4:29]